# 정류기

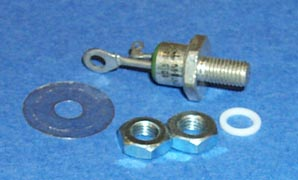
사이리스터(실리콘 제어 정류기) 및 관련 장착 하드웨어. 두꺼운 나사형 스터드는 장치를 방열판에 부착하여 열을 방출한다.

정류기(rectifier)는 주기적으로 방향이 바뀌는 교류(AC)를 한 방향으로만 흐르는 직류(DC)로 변환하는 전기장치이다. 역동작(DC를 AC로 변환)은 인버터에 의해 수행된다 .
이 과정은 전류의 방향을 직선화 하므로 정류라고 한다. 물리적으로 정류기는 진공관 다이오드, 습식 화학 전지, 수은 아크 밸브, 구리 및 셀레늄 산화판 스택, 반도체 다이오드, 실리콘 제어 정류기 및 기타 실리콘 기반 반도체 스위치를 비롯한 다양한 형태를 취한다. 역사적으로는 동기식 전기 기계 스위치와 전동 발전기 세트도 사용되었다. 광석 라디오라고 불리는 초기 라디오 수신기는 방연석(황화납) 결정을 미세한 와이어로 눌러 만든 고양이 수염 검출기를 사용하여 점접촉 정류기 또는 수정 탐지기 역할을 했다.
정류기는 다양한 용도로 사용되지만 DC 전원 공급 장치 및 고전압 직류 송전 시스템의 구성 요소로 사용되는 경우가 많다. 정류는 전력원으로 사용하기 위해 직류를 생성하는 것 이외의 역할을 할 수 있다. 언급한 바와 같이 정류기는 무선 신호의 검출기 역할을 할 수 있다. 가스 가열 시스템에서 화염 정류는 화염의 존재를 감지하는 데 사용된다.
교류 전원의 유형과 정류기 회로의 배열에 따라 균일하고 안정된 전압을 생성하기 위해 출력 전압을 추가로 평활화해야 할 수도 있다. 라디오, 텔레비전 및 컴퓨터 장비용 전원 공급 장치와 같은 정류기의 많은 응용 분야에는 배터리에서 생성되는 것과 같이 안정적이고 일정한 DC 전압이 필요하다 . 이러한 응용 분야에서 정류기의 출력은 커패시터, 초크 또는 커패시터 세트, 초크 및 저항기일 수 있는 전자 필터에 의해 평활화되며, 그 뒤에는 안정적인 전압을 생성하기 위한 전압 조정기가 뒤따를 수 있다.
DC를 AC로 변환하는 반대 기능을 수행하는 더 복잡한 회로를 인버터라고 한다.

## 변환기
- 순 변환기(컨버터): AC→DC

- 역 변환기(인버터): DC→AC

- 싸이클로컨버터(cycloconverter): AC→AC

- 초퍼(chopper): DC→DC

- 반도체에서 PN접합 반도체의 정류 작용에서 보면,

- PN 접합→정류작용=AC(교류실효값)→DC(평균값)

- PN 접합은 외부에서 가하는 전압의 방향에 따라 정류 특성을 가진다.

## 같이 보기
- 인버터
- 반도체